# Addison Riecke
Addison Riecke, född 26 januari 2004 i New Orleans, är en amerikansk barnskådespelare.
Riecke har bland annat medverkat i TV-serierna The Thundermans (2013–2018)  och A Girl Named Jo (2018–2019). Hon har även medverkat i filmen Banana Split från 2018.

## Filmografi (i urval)
- 2013–2018: The Thundermans
- 2018–2019:  A Girl Named Jo
- 2018: Banana Split